# Volo Airbus Industrie 129
Il volo Airbus Industrie 129 era un volo di collaudo sui cieli di Tolosa, sede degli stabilimenti dell'azienda Airbus Industrie. Mentre erano in corso le prove per la certificazione delle capacità di decollo in caso di guasto a un motore, l'aereo precipitò vicino all'aeroporto di Tolosa Blagnac causando la morte di tutte e sette le persone presenti a bordo. Si trattò del primo incidente con vittime di un Airbus A330 e del primo incidente con perdita dell'aeromobile (hull-loss) per questo tipo di velivolo. Rimase l'unico incidente mortale di un A330 fino all'incidente del volo Air France 447 del 1º giugno 2009 e a quello del volo Afriqiyah Airways 771 del 12 maggio 2010.

## L'aereo
L'aereo coinvolto nell'incidente era un Airbus A330-321, registrazione F-WWKH, c/n 42. Dotato di propulsori Pratt & Whitney PW4164, volò per la prima volta il 14 ottobre 1993. Era stato completato solo 259 giorni prima del giorno dell'incidente. Apparteneva a Thai Airways International e veniva testato in accordo con il proprietario. Airbus Industrie doveva già un risarcimento alla Thai Airways per la perdita di un altro aereo che aveva danneggiato durante i test nel dicembre 1993.

## Obiettivo del test
L'obiettivo del volo era di testare le prestazioni dell'aeromobile in caso di guasti al motore dopo il decollo, che significava rallentare uno dei propulsori dell'aeromobile, facendolo girare al minimo, e spegnere uno dei circuiti idraulici; questi malfunzionamenti erano stati precedentemente testati al simulatore.
Durante la maggior parte delle prove, il pilota automatico dell'aeromobile era stato impostato per far volare l'aereo a un'altitudine di 2 000 piedi (610 m). Il particolare test che portò all'incidente venne condotto con una configurazione nella quale il centro di gravità dell'aereo era vicino al limite posteriore, ottenuto trasportando tonnellate d'acqua in contenitori posizionati verso la coda dell'A330.
Il comandante era il capo collaudatore di Airbus, Nick Warner. Il copilota era Michel Cais, un comandante e addestratore di Air Inter che aveva lavorato con l'organizzazione dell'addestramento di Airbus. Un ingegnere di volo, Jean-Pierre Petit, era a bordo come terzo membro dell'equipaggio.
La direzione di Airbus era interessata a promuovere l'aereo per potenziali clienti e non riteneva il test pericoloso, quindi invitò a bordo quattro passeggeri: due dirigenti di Airbus (Philippe Tournoux e Keith Hulse) e due piloti di Alitalia, Alberto Nassetti e Pier Paolo Racchetti, che erano a Tolosa per un programma di addestramento presso la sede di Airbus.

## L'incidente
L'aeromobile aveva appena completato con successo un atterraggio, dopo che il comandante aveva eseguito due simulazioni di riattaccata con perdita di un motore, impiegando un totale di 55 minuti. Il secondo decollo sarebbe dovuto avvenire con il baricentro posizionato estremamente indietro nel velivolo. Questa volta l'aeromobile sarebbe stato pilotato dal copilota, mentre le azioni di spegnimento del motore e del circuito idraulico e di innesto dell'autopilota sarebbero state eseguite dal comandante. Il decollo avvenne con successo, quindi il comandante spense un motore e un circuito idraulico. Furono necessari tre tentativi per innestare il pilota automatico, e intanto l'aereo aveva iniziato a salire verso i 2 000 piedi (610 m). Questa salita avvenne troppo rapidamente e ripidamente, riducendo la velocità a 100 nodi (190 km/h), al di sotto dei 118 nodi (219 km/h) minimi necessari per mantenere controllo. L'aereo iniziò a rollare, e l'equipaggio, in risposta, ridusse la potenza del motore operativo per contrastare l'asimmetria di spinta. Ciò peggiorò il problema, l'aereo si inclinò verso il basso di oltre 15 gradi e si schiantò al suolo. Tutte e sette le persone a bordo rimasero uccise e l'aereo fu danneggiato irreparabilmente.

### Sequenza temporale degli eventi
Dati tecnici: massa 147 700 chilogrammi (325 600 lb), centraggio 42%, trim 2,2° a cabrare.
La fase di decollo vede il copilota Cais ai comandi.
+ 2 secondi dal decollo, la velocità è di 147 nodi (272 km/h), l'asse longitudinale è di 14°, in aumento.
+ 4 secondi dal decollo, la velocità sale a 155 nodi (287 km/h), l'asse longitudinale è di 20°, in aumento.
+ 6 secondi dal decollo, attivato il pilota automatico, la velocità è di 150 nodi (280 km/h) e l'asse longitudinale di 24,6°, in aumento.
+ 8 secondi dal decollo, entra in azione il pilota automatico e entra in modalità "altitude capture" (letteralmente "cattura dell'altitudine"): la velocità è di 145 nodi (269 km/h) e l'asse longitudinale è di 28°, in diminuzione. Altezza 950 piedi (290 m) (500 piedi (150 m) dal suolo). Velocità verticale +6000 piedi al minuto. Il motore di sinistra viene spento.
Tra + 10 e 12 secondi dal decollo, si chiude un circuito idraulico.
+ 12 secondi dal decollo, la velocità scende a 129 nodi (239 km/h), asse longitudinale di 25°.
+ 16 secondi dal decollo, la velocità scende a 113 nodi (209 km/h).
+ 19 secondi dal decollo, la velocità scende a 100 nodi, asse longitudinale di 31,6°. Il comandante Warner disinserisce il pilota automatico.
+ 25 secondi dal decollo, massima potenza e riacceso il motore sinistro. Velocità scesa a 77 nodi (143 km/h), l'asse longitudinale è di 15°, l'inclinazione delle ali dell'aereo è di 43°, in rapido aumento.
+ 27,5 secondi dal decollo la velocità è di 85 nodi (157 km/h), l'asse longitudinale prossimo a 0°, l'inclinazione è di 85°.
+ 29,5 secondi dal decollo, la velocità è di 106 nodi (196 km/h), l'asse longitudinale di - 28° a picchiare e l'inclinazione di 110°.
+ 32 secondi dal decollo, la velocità è di 125 nodi (232 km/h), l'inclinazione è 43°, in diminuzione.
+ 36 secondi dal decollo, la velocità è di 156 nodi (289 km/h), l'inclinazione è 18,3° a sinistra, l'asse longitudinale è - 16º. Impatto al suolo.
L'incidente avvenne alle ore 17:41.

## Le vittime

### Equipaggio
- Nicholas (Nick) Warner, nato il 7 gennaio 1943 a Colchester (Inghilterra), capopilota collaudatore di Airbus Industrie. Brevetto di pilota collaudatore ottenuto nel 1971, licenza rilasciata nel 1978 dalla inglese Civil Aviation Authority. Ore di volo: 7713, di cui 345 su un A330
- Michel Cais, nato il 4 novembre 1940 a Parigi. Licenza di pilota di linea nel 1980. Istruttore di volo dal 1989. Ore di volo: 9558.
- Jean-Pierre Petit, nato il 23 agosto 1943 a Boulogne sur Mer. Licenza di ingegnere di voli di collaudo ottenuta nel 1969. Licenza di pilota di linea dal 1989. Ore di volo: 6225.

### Ospiti
- Alberto Nassetti, pilota di linea Alitalia.
- Pier Paolo Racchetti, pilota di linea Alitalia.
- Philippe Tournoux, impiegato Airbus.
- Keith Hulse, impiegata Airbus.

## Le indagini
L'inchiesta venne portata avanti da una commissione d'inchiesta della Direction générale de l'armement (DGA), agenzia francese responsabile delle indagini sugli incidenti aerei avvenuti in fase di test. Un preliminary report venne pubblicato il 28 luglio 1994. Nel final report, la commissione scoprì che l'incidente era dovuto a "una combinazione di diversi fattori, nessuno dei quali, isolatamente, avrebbe causato l'incidente" Questi includevano:
- L'affaticamento del Comandante Warner dopo una "giornata molto impegnativa" che includeva un volo dimostrativo sull'A321, la supervisione di una sessione di simulazione e due incontri, incluso un briefing con la stampa;
- La mancanza di un briefing pre-volo completo, causato dal programma giornaliero di Warner, e il possibile compiacimento dovuto ai precedenti test eseguiti con successo;
- La scelta della massima spinta al decollo (TOGA) piuttosto che l'impostazione "Flex 49", leggermente più bassa, che ha causato un'asimmetria di spinta superiore al previsto durante il guasto simulato del motore sinistro;
- La scelta dell'impostazione dei trim a 2,2° verso l'alto; sebbene entro limiti accettabili, ciò era inappropriato per la configurazione di decollo con il centro di gravità spostato così indietro.
- Il pilota automatico inavvertitamente lasciato impostato, dal test precedente, su "altitude capture" e l'altitudine lasciata a 2 000 piedi (610 m);
- L'assenza di protezione riguardo all'inclinazione nella modalità di "altitude capture" del pilota automatico;
- L'incertezza nell'assegnazione dei compiti tra comandante e copilota; il copilota ha fatto decollare l'aeromobile "con fermezza e rapidità" con un'inclinazione superiore ai 25°, molti di più rispetto ai 14,5° utilizzati per il precedente decollo;
- La scelta del comandante di eseguire le procedure di prova immediatamente dopo il decollo: innesto del pilota automatico, rallentamento del motore sinistro e spegnimento di un sistema idraulico; questo lo ha portato temporaneamente a non curarsi della situazione intorno a lui;
- La mancanza di un'indicazione visiva dell'inserimento del pilota automatico, oscurata da allarmi di estrema inclinazione;
- L'estrema sicurezza dell'equipaggio sul comportamento con cui l'aereo avrebbe dovuto rispondere;
- La reazione ritardata dell'ingegnere di volo alle variazioni dei parametri di volo, in particolare della velocità;
- La lentezza del comandante nel reagire alla situazione anomala.

## Onorificenze e riconoscimenti
- Alla memoria di Alberto Nassetti e Pier Paolo Racchetti sono state conferite due medaglie d'oro al merito civile dal Presidente della repubblica Carlo Azeglio Ciampi, il 20 dicembre 2005.
- Ai due piloti la compagnia aerea Alitalia aveva intitolato due Boeing 767, l'aeromobile I-DEIB (cn 27376/560) (Racchetti) e quello I-DEIC (cn 27377/561) (Nassetti). Nel corso del 2007, entrambi gli aeromobili (consegnati ad Alitalia nel 1999) sono stati restituiti al locatore e sono stati prima in uso presso la compagnia brasiliana TAM Linhas Aéreas e poi presso la Boliviana BoA. Alitalia ha quindi deciso di aggiungere il nome dei due sfortunati piloti-collaudatori a due Boeing 777 della propria flotta, il velivolo Madonna di Campiglio - Alberto Nassetti (I-DISU) ed il velivolo Portofino - Pier Paolo Racchetti (I-DISE).
- L'Ente Nazionale per l'Aviazione Civile (ENAC) ha intitolato due vie dell'aeroporto di Roma-Fiumicino.